# Negationismus
Als Negationismus wird vor allem in Frankreich (Négationnisme), seltener auch in Großbritannien (Negationism) die Leugnung von Völkermorden bezeichnet.
Der Historiker Henry Rousso prägte den Begriff 1987. Anders als der deutsche Begriff Holocaustleugnung bezieht er sich nicht nur auf das Bestreiten, Verharmlosen und Relativieren des Holocaust am europäischen Judentum, sondern auch auf das Abstreiten oder Minimieren anderer Völkermorde und Demozide. In neuerer Vergangenheit (Stand 2011) ist vor allem die Leugnung des Völkermords an den Armeniern Gegenstand der Rechtsprechung und Strafverfolgung in einigen Staaten Europas, aber auch die Leugnung des Massakers von Srebrenica.
Nach Gunnar Heinsohn befindet sich ein Leugner von Völkermorden in einem merkwürdigen moralischen Paradox:

„Einerseits steht er mit dem Abstreiten im moralischen Konsens der Verurteilung von Völkermorden. Andererseits schützt er mit dem Abstreiten die Mörder und plädiert damit für die Straflosigkeit dieses Völkermordes.“

Nach Deborah Lipstadt stellt die Leugnung eines Völkermordes dessen letzte Stufe dar, da den Opfern und ihren Nachkommen damit auch noch das Recht auf das Gedächtnis an die erlittene Katastrophe genommen wird.

## Länder (alphabetisch)

### Belgien
In Belgien wurde im November 2005 die Klage eines Politikers türkischen Ursprungs abgewiesen, der vor Gericht Schadenersatz gefordert hatte, nachdem er im Zusammenhang mit dem Völkermord an den Armeniern – seiner Meinung nach zu Unrecht – des Negationismus (bzw. als ‚Negationist‘) bezichtigt worden war. Das Gericht stellte in seinem Urteil fest, dass „die Position von Herrn E. Kir, die in der Weigerung besteht, die Massaker und Deportationen von Armeniern im Osmanischen Reich 1915–1916 als Völkermord zu qualifizieren, bevor eine Kommission unabhängiger Historiker sich zu dieser Frage geäußert habe, unter Missachtung der zahlreichen zu diesem Thema bereits abgeschlossenen seriösen Arbeiten darauf hinausläuft, jede Entscheidung über eine solche Qualifikation der Vorgänge auf unabsehbare Zeit hinauszuschieben, was de facto bedeutet, dieselbe (d. i. die begriffliche Einordnung der Massaker als Völkermord) zu negieren“.

### Deutschland
In Deutschland hat das Oberverwaltungsgericht Berlin-Brandenburg im Zusammenhang mit der Anfechtung eines Demonstrationsverbots am 17. März 2005 ein bedeutsames Urteil mit Bezug auf die (negationistische) Bezeichnung des Völkermordes an den Armeniern als „Genozid-Lüge“ gefällt. Für die zunächst verbotene, dann durch den OVG-Beschluss wieder zugelassene Demonstration türkischer Vereine in Berlin zu Ehren von Talat Pascha, der 1915–1917 als Innenminister des Osmanischen Reiches einer der Hauptschuldigen am Genozid am armenischen Volk war und 1921 in Berlin bei einem Attentat durch den armenischen Studenten Soghomon Tehlirian ums Leben kam, machte das Urteil zur Auflage, die Qualifizierung der Armenier-Massaker als Genozid weder in Wort noch Schrift als „Völkermord-Lüge“ zu bezeichnen, da hierdurch der Straftatbestand des § 189 StGB (Verunglimpfung des Andenkens Verstorbener) erfüllt sei.
Seit Ende 2022 ist in Deutschland nach einer Änderung des § 130 StGB auch die „Billigung, Leugnung oder gröbliche Verharmlosung“ von als Völkermord nach dem Völkerstrafrecht einstufbaren Taten strafbar; entscheidend ist die Einstufung bestimmter Handlungen als Kriegsverbrechen durch die Staatsanwaltschaft, ein Urteil eines internationalen Gerichts, wie in einer entsprechenden EU-Verordnung verlangt, ist für die Strafverfolgung nicht mehr notwendig. Dies sowie das Ausbleiben einer öffentlichen Diskussion über die Gesetzesänderung stießen auf Kritik. Die Strafrechtlerin Elisa Hoven kritisierte dieses Gesetz, weil eine kritische Auseinandersetzung über Kriegsverbrechen in schwelenden Konflikten damit künftig unter dem Damoklesschwert strafrechtlicher Verfolgung stünde. 

### Frankreich
Analog zur Strafbarkeit der spezifischen Holocaustleugnung seit 1990 wurde im französischen Parlament in den letzten Jahren mehrmals versucht, auch die Bestreitung des Genozids an den Armeniern unter Strafe zu stellen. Zuletzt scheiterte eine entsprechende parlamentarische Initiative am 18. Mai 2006; der eingebrachte Gesetzentwurf gelangte nach protokollarischer Verzögerungstaktik und entsprechender Intervention des Parlamentspräsidenten erst gar nicht zur Abstimmung. Eine Ausweitung der unter dem Schlagwort „Loi Gayssot“ bekannt gewordenen Gesetzgebung gegen Rassismus, die bisher nur die Holocaustleugnung unter Strafe stellt, wird in der französischen Gesellschaft sehr kontrovers diskutiert. Das hängt u. a. auch damit zusammen, dass sich eine breite Front von Intellektuellen und Historikern grundsätzlich gegen ein Eingreifen der Legislative in die geschichtswissenschaftliche Forschung ausspricht. Hintergrund ist eine Kontroverse um die historische Beurteilung von Frankreichs Rolle während des Kolonialismus (besonders im Algerienkrieg), die von den regierenden Konservativen ebenfalls per Gesetzentwurf auf eine nicht allzu kritische Haltung festgelegt werden sollte.
Am 12. Oktober 2006 nahm die französische Nationalversammlung einen von der Sozialistischen Partei (auf Vorschlag von Jean-Claude Gayssot) eingebrachten erneuten Gesetzentwurf mit 106 Ja-Stimmen bei 19 Gegenstimmen an. Das Gesetz wurde vom französischen Senat nicht ratifiziert.
Die Europäische Union hatte den damaligen Gesetzentwurf verurteilt. Erweiterungskommissar Olli Rehn machte darauf aufmerksam, dass der Vorstoß „gerade in einer kritischen Phase der Beitrittsgespräche mit der Türkei kontraproduktiv“ sei. Rehn sah die Gefahr, dass der Reformprozess in der Türkei gebremst werden könnte. Ähnlich äußerte sich auch der Präsident der Europäischen Kommission José Manuel Barroso.
Die Grünen hatten das Französische Parlament aufgerufen, dieses Gesetz nicht anzunehmen. Sie bewerten dieses Gesetz als „durchsichtiges Wahlkampfgeschenk an die radikalen Kräfte in der armenischen Diaspora“. Der Vorschlag, eine unabhängige Historikerkommission einzurichten, wird als vernünftiger Weg bezeichnet. Aus Sicht von Hrant Dink, dem 2007 ermordeten damaligen Herausgeber der türkisch-armenischen Wochenzeitung Agos verhindere diese Art von Gesetz jede Debatte zwischen Türken und Armeniern. Hrant Dink betonte, dass man künftig nicht mehr gegen Gesetze argumentieren könne, die es verbieten, die Ereignisse als Völkermord zu klassifizieren, wenn Frankreich nun umgekehrt das Gleiche tut. Dink brachte seinen Protest dadurch zum Ausdruck, dass er der erste sein werde, der nach Paris fährt, um gegen das Gesetz zu verstoßen. Der armenische Patriarch von Istanbul, Mesrop Mutafyan, sah das Gesetz als schädlich für den Dialog an. Insbesondere die in den letzten Jahren in der Türkei erfolgte positive Wahrnehmung der armenischen und der griechischen Minderheiten Istanbuls sah der Patriarch von einem Rückschlag gefährdet. Der türkische Ministerpräsident Recep Tayyip Erdoğan sagte, dass eine Lüge eine Lüge bleibe, auch wenn ein anderes Parlament etwas anderes beschließt. Die Türkei werde bei Annahme dieses Gesetzes ökonomisch reagieren. Den aus seiner Fraktion stammenden Vorschlag, die französischen Massaker in Algerien als Völkermord zu klassifizieren, lehnte Erdoğan ab.
Im Dezember 2011 verabschiedete die Nationalversammlung erneut ein Gesetz, das „die öffentliche Preisung, Leugnung oder grobe Banalisierung von Genoziden, Verbrechen gegen die Menschlichkeit oder Kriegsverbrechen“ mit Haft- oder Geldstrafen geahndet werden kann. Darunter fällt auch der Genozid an den Armeniern.  Die französischen Abgeordneten rügten die „unerträglichen Versuche“ der Republik Türkei, Druck auf das französische Parlament auszuüben. Als unmittelbare Reaktion zog die türkische Regierung ihren Botschafter aus Frankreich ab. Im Januar 2012 wurde das Gesetz vom Senat auch bestätigt, jedoch im Folgemonat vom französischen Verfassungsgericht als Verstoß gegen die Meinungsfreiheit verworfen.

### Schweiz
In der Schweiz fällt Holocaustleugnung unter den Straftatbestand der Rassendiskriminierung, so dass der Begriff im Sinne des weiter gefassten französischen Terminus Negationismus auf andere Völkermorde ausgedehnt werden kann. Demgemäß eröffneten die Justizbehörden 2005 ein Strafverfahren gegen den Historiker Yusuf Halaçoğlu (Leiter der Türkischen Historischen Gesellschaft) und den Vorsitzenden der türkischen Arbeiterpartei Doğu Perinçek, die den Völkermord an den Armeniern bestritten hatten. Doğu Perinçek wollte sich nach eigener Aussage gezielt festnehmen lassen, um seinen Protest zu zeigen.

### Spanien
In Spanien ist ein Gesetz in Kraft (Artikel 607, Absatz 2 des Strafgesetzbuches), das die Leugnung oder Rechtfertigung von Völkermorden in einem sehr umfassenden Sinn mit Gefängnisstrafe bis zu zwei Jahren ahndet. Bisher wurde dieses Gesetz allerdings noch nicht angewandt.

## Einzelbelege
1. ↑  Schweizer leugnen Völkermord von Srebrenica – Erste Strafanzeige, TRIAL (Track Impunity Always) – Schweizerische Gesellschaft für Völkerstrafrecht, Pressedossier, 19. April 2010 (Memento vom 26. Februar 2016 im Internet Archive)
2. ↑  UNO-Chefankläger: Leugnung vom Völkermord in Srebrenica unannehmbar, stol.it, Nachrichten für Südtirol, 8. Juni 2012 (Memento vom 10. September 2015 im Internet Archive)
3. ↑  Gunnar Heinsohn: Lexikon der Völkermorde. Rowohlt, Reinbek bei Hamburg 1999, ISBN 3-499-22338-4, S. 238.
4. ↑  Tribunal de première instance de Bruxelles 279/14/05 14ème Chambre. Tribunal de première instance, abgerufen am 13. September 2019 (französisch).
5. ↑  Oberverwaltungsgericht Berlin-Brandenburg, Beschluss vom 17. März 2006
6. ↑  Deutscher Bundestag, Wissenschaftliche Dienste: Völkerrechtsverbrechenbezogene Volksverhetzung. (pdf) Der neue Straftatbestand des § 130 Absatz 5 StGB. In: Ausarbeitung. Deutscher Bundestag, 16. Januar 2023, S. 22, abgerufen am 13. Januar 2024.
7. ↑  Christian Rath: Gesetzesverschärfung im Eiltempo. Der Bundestag hat das Delikt der „Volksverhetzung“ verschärft. In einem völlig intransparenten Verfahren. In: taz, die tageszeitung. 23. Oktober 2022, abgerufen am 13. Januar 2024.
8. ↑  Lea Schulze: Aufregung um verschärften Volksverhetzungsparagrafen: Weitreichender Eingriff oder bloße Formalie? Wer Völkermord oder Kriegsverbrechen öffentlich „gröblich“ verharmlost, dem drohen künftig bis zu drei Jahre Haft wegen Volksverhetzung. In: Der Tagesspiegel. 27. Oktober 2022, abgerufen am 13. Januar 2024.
9. ↑  Appel de Blois (Memento vom 1. März 2009 im Webarchiv archive.today) der Vereinigung Liberté pour L’Histoire
10. ↑  Völkermord an den Armeniern: Grüne fordern Rücknahme des französischen Gesetzes zum Völkermord an den Armeniern (Seite nicht mehr abrufbar, festgestellt im Mai 2019. Suche in Webarchiven)  Info: Der Link wurde automatisch als defekt markiert. Bitte prüfe den Link gemäß Anleitung und entferne dann diesen Hinweis.
11. 1 2  Jürgen Gottschlich: Armenier-Gesetz. Türken über Frankreich erbost. Spiegel Ausland, 12. Oktober 2006.
12. ↑  Streit um Genozid-Gesetz – Türkei stoppt Militärzusammenarbeit mit Frankreich (Memento vom 14. Januar 2012 im Internet Archive). Frankfurter Rundschau, abgerufen am 28. Dezember 2011.
13. ↑  Décision n° 2012-647 DC du 28 février 2012, Urteil des Verfassungsgerichts, abgerufen am 19. September 2015.